# Línea 107 (Rosario)
Línea 107 es una línea de transporte urbano de pasajeros de la ciudad de Rosario, Argentina. El servicio está actualmente operado por el grupo empresario Rosario Bus.
Anteriormente el servicio de la línea 107 era prestado en sus orígenes y bajo la denominación de línea 71 por la empresa Transportes Baigorria Sociedad de Responsabilidad Limitada (cambiando en 1986 su denominación a línea 107), luego es adquirida por el Grupo Rosario Bus en 2005.
Desde el 3 de diciembre de 2012, mediante convenio entre las localidades de Ibarlucea y Rosario, se crea la línea 106 con recorrido hacia la localidad de Ibarlucea, dejando el 107 de prestar el servicio a dicha localidad.
Junto con la línea 142 (roja y negra), son los únicos servicios municipales que siguen conservando el color amarillo, tras la adopción del celeste producto del nuevo sistema de transporte público, iniciado en 2019 y que aún no se ha puesto en marcha.

## Recorridos

### 107
Servicio diurno y nocturno.</ref>
|  |  | KBHFa |

|  |  | BHF |

|  |  | STR+lBUEq |

|  |  | BHF |

|  |  | KRZo |

|  |  | BHF |

|  |  | STR+lBUEq |

|  |  | BHF |

|  |  | BHF |

|  |  | BHF |

|  |  | BHF |

|  |  | STRo |

|  | BUS2 | DST |  |

|  |  | BHF |

|  |  | BHF |

|  |  | BHF |

|  |  | BHF |

|  | BUS2 | DST |  |

|  |  | BHF |

|  |  | STR+lBUEq |

|  | STR+l | ABZgr |  |

|  | STR | BHF |  |

|  | BHF | STR |  |

|  | STR | BHF |  |

|  | BHF | STR |  |

|  | STR | BHF |  |

|  | BHF | STR |  |

|  | STRl | ABZg+r |  |

|  |  | BHF |

|  |  | KBHFe |